# Campeonato de Fútbol de Costa Rica 1965
El Campeonato de Fútbol de 1965, fue la edición número 46 de Liga Superior de Costa Rica en disputarse, organizada por la FEDEFUTBOL. 
El XLVI Campeonato de Primera División se disputó por primera vez en la historia un torneo con 10 equipos, el Deportivo Saprissa consigue su segundo bicampeonato, y se comienza a ganar un lugar dentro de los "grandes" del fútbol costarricense.
Nicolás Marín desciende luego de 2 campañas.

## Equipos participantes
| Provincia  | N.º | Equipos                                  |
| ---------- | --- | ---------------------------------------- |
| San José   | 4   | Saprissa, Orión, Nicolás Marín y Uruguay |
| Cartago    | 2   | Cartaginés y Municipal Turrialba         |
| Alajuela   | 1   | Alajuelense                              |
| Heredia    | 1   | Herediano                                |
| Puntarenas | 1   | Puntarenas                               |
| Limón      | 1   | Limón                                    |

## Formato del Torneo
El torneo disputado a cuatro vueltas vueltas. Los equipos debían enfrentarse todos contra todos. El descenso directo sería el que obtuviera el último lugar al final del torneo.

## Tabla de posiciones
| Equipo | Pts | PJ | PG | PE | PP | GF | GC | DG  |
| --- | --- | -- | -- | -- | -- | -- | -- | --- |
| Deportivo Saprissa | 51  | 36 | 23 | 5  | 8  | 70 | 29 | +41 |
| Liga Deportiva Alajuelense | 49  | 36 | 22 | 5  | 9  | 76 | 38 | +38 |
| Club Sport Cartaginés | 48  | 36 | 21 | 6  | 9  | 64 | 43 | +21 |
| Club Sport Herediano | 42  | 36 | 18 | 6  | 12 | 46 | 42 | +4  |
| Puntarenas F.C. | 38  | 36 | 16 | 6  | 14 | 59 | 55 | +4  |
| Orión F.C. | 31  | 36 | 13 | 5  | 18 | 52 | 70 | -18 |
| Club Sport Uruguay de Coronado | 28  | 36 | 8  | 11 | 13 | 42 | 59 | -17 |
| Asociación Deportiva Municipal Turrialba | 27  | 36 | 7  | 13 | 16 | 34 | 47 | -13 |
| Limón F.C. | 25  | 36 | 10 | 5  | 21 | 47 | 79 | -32 |
| Nicolás Marín | 21  | 36 | 7  | 7  | 22 | 49 | 77 | -28 |
| Pts – Puntos; PJ – Partidos Jugados; PG - Partidos Ganados; PE - Partidos Empatados; PP - Partidos Perdidos; GF – Goles a Favor; GC – Goles en Contra; DG – Diferencia de Goles |     |    |    |    |    |    |    |     |

|  |                  |
|  | Campeón Nacional |

|  |                                     |
|  | Descenso Directo a Segunda División |

| Campeón Deportivo Saprissa Campeonato #6 |

Planilla del Campeón: Rodolfo Umaña, Jorge Monge, Fernando Solano, Heriberto Rojas, Eduardo Umaña, Miguel Cortés, Arnulfo "Coyolito" Montoya, Rafael Mena, Eduardo Chavarría, Fernando Hernández, Rafael Aguilar, Walter Jiménez, Jaime Grant, José Zúñiga, Giovanni Rodríguez, Mario Pérez, Walter Elizondo, Edgar Marín, Juan Azofeifa, Carlos Enrique Herrera, Hérberth León, Guillermo Hernández.

## Goleadores
| Jugador           | Equipo              | Goles |
| ----------------- | ------------------- | ----- |
| Errol Daniels     | Alajuelense         | 29    |
| Eduardo Chavarría | Saprissa            | 19    |
| Rigoberto Rojas   | Cartaginés          | 18    |
| Edgar Marín       | Saprissa            | 17    |
| Leonel Hernández  | Cartaginés          | 17    |
| José Manuel López | Orión               | 14    |
| José López        | Uruguay de Coronado | 14    |
| Roy Sáenz         | Nicolás Marín       | 14    |
| Edwin Orozco      | Herediano           | 13    |
| Guido Peña        | Orión               | 13    |

## Descenso
| Descenso campeonato 1965      | Descenso campeonato 1965 |
| ----------------------------- | ------------------------ |
| Descendido a Segunda División | Nicolás Marín            |
| Ascenso a Primera División    | San Carlos               |

## Torneos
| Predecesor: Campeonato 1964 | Liga Superior de Costa Rica Campeonato 1965 | Sucesor: Campeonato 1966 |